# Anthropologie physique et génétique des Russes
 (janvier 2025).
Le contenu est difficilement compréhensible vu les erreurs de traduction, qui sont peut-être dues à l'utilisation d'un logiciel de traduction automatique.
 (mars 2025).
Améliorez-le ou discutez des points à vérifier. 
L'anthropologie physique et la génétique des Russes désignent les études du complexe d'indices déterminés par l'hérédité, caractérisant le génotype et le phénotype des Russes. La majorité des indicateurs anthropologiques et génétiques des Russes sont proches des valeurs moyennes en Europe.

## Histoire de l'étude de la question

### Premières descriptions des Russes
Entre 1654 et 1656, le voyageur archidiacre Paul d'Alep a visité la Russie. Il a laissé derrière lui des descriptions détaillées du tsarat de Russie, du quotidien des habitants locaux.« ...dans la maison de chaque homme il y a dix enfants et plus avec des cheveux blancs sur la tête ; pour leur grande blancheur, nous les appelions des vieillards...
...Sache que les femmes au pays des Moscovites sont jolies de visage et très belles ; leurs enfants ressemblent à ceux des Francs mais au teint plus rose... »
Des descriptions des Russes ont été également laissées par l'ambassadeur autrichien Sigmund von Herberstein, par Adam Olearius et par d'autres.
Il convient de distinguer les travaux de l'académicien de l'Académie impériale des sciences et des arts Johann Gottlieb Georgi qui a laissé la première description détaillée de l'apparence du peuple russe.

### Études sur les Russes auXIXesiècle

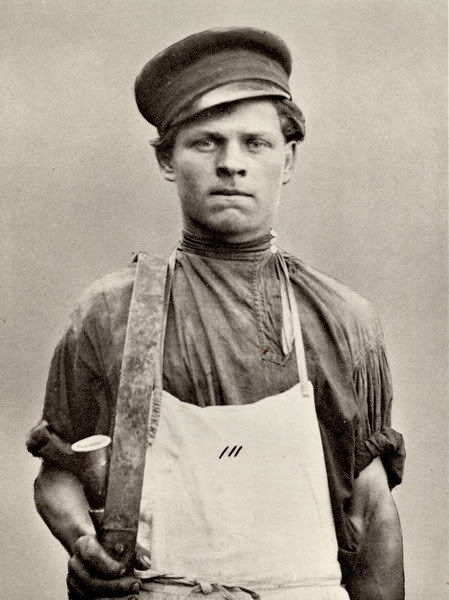
Un originaire de l'ouïezd de Galitch du gouvernement de Kostroma. Collection de N. Y. Zograf (1877-1878). Photothèque du Musée d'anthropologie de l'Université d'État de Moscou.

L'étude anthropologique des Russes a commencé avec l'établissement de l'anthropologie comme science à part entière en Russie. Les premiers travaux dans ce domaine, en premier lieu sur la craniologie, appartiennent à A. P. Bogdanov.
Le début des études détaillées systématiques a été l'étude de D. N. Anoutchine « De la distribution géographique de la taille de la population masculine de Russie » (1889). Dans son étude, il utilisait les données obtenues par l'examen des personnes appelées au service militaire. Le pas suivant a été la monographie de N. Y. Zograf « Études anthropologiques de la population masculine grand-russe des gouvernements de Vladimir, de Iaroslavl et de Kostroma » (1892). L'auteur y distingue deux types anthropologiques de la population grand-russe : l'un grand, clair, mésocéphale et l'autre relativement plus petit, brachycéphale et à pigmentation plus sombre. Zograf a supposé que le second type s'était formé à la suite du mélange des Slaves venus de l'Ouest avec la population finnophone antique de la plaine russe.

### Études sur les Russes auXXesiècle
L'étude de l'anthropologie des Slaves orientaux avait un caractère irrégulier jusqu'au milieu du XXe siècle. Néanmoins, il y avait déjà en ce temps une importante documentation scientifique qui a été utilisée dans des travaux ultérieurs et qui n'a pas perdu de son actualité jusqu'à nos jours. Parmi ces travaux l'on distingue ceux de D. N. Anoutchine, E. M. Tchepourkovski, V. V. Bounak, G. F. Debets et N. N. Tcheboksarov.
Dans les travaux de Tchepourkovski, la méthode géographique qu'il a mise au point a été pour la première fois systématiquement appliquée. Dans la composition de la population contemporaine de la partie européenne de la Russie et de l'Ukraine, l'auteur a distingué les catégories suivantes, ayant une localisation géographique clairement définie : grand-russe occidental (type de Valdaï), grand-russe oriental (type pontique du Nord ou type de Riazan), châtain à tête large, type du Nord-Ouest (type d'Ilmen),,.
L'étude anthropologique la plus vaste du peuple russe a été réalisée entre 1955 et 1959 par l'Expédition anthropologique russe sous la direction de V. V. Bounak. L'objectif fixé était l'identification et la description des principaux éléments anthropologiques entrés dans la composition des Russes et l'étude des voies de leur formation. Partant de ces objectifs, les études ont commencé à être menées dans la zone de peuplement des ancêtres du peuple russe entre le XIe siècle et le XIVe siècle, et les itinéraires de l'expédition suivaient la direction des flux colonisateurs des tribus de Slaves orientaux du Moyen-Âge (Viatitches, Krivitches, Séverianes et Slovènes de Novgorod). Durant cinq années, dans 107 communes selon un vaste programme anthropologique plus de 17 000 adultes hommes et femmes ont été examinés.
Entre 1953 et 1957, l'expédition de M. V. Vitov a travaillé sur les territoires de peuplement des Russes du Nord. L'itinéraire était élaboré conformément aux flux colonisateurs depuis les terres de Novgorod et de Rostov-Souzdal. Au sein de 80 groupes territoriaux du Nord russe, environ 8 000 hommes russes ont été examinés. La population finno-ougrienne peuplant les territoires de contact était également étudiée,.

### Études sur les Russes auXXIesiècle
À la fin du XXe siècle et au début du XXIe siècle, le développement de la biologie moléculaire et de la génétique moléculaire a stimulé les études génogéographiques des peuples du monde, en particulier des Russes,,.
Le traitement des données collectées par les expéditions anthropologiques continue. Ainsi, sur la base de ces données ont été composés les portraits des représentants typiques du peuple russe selon les zones géographiques. Les données anthropologiques sont analysées conjointement avec les données génogéographiques, afin d'obtenir un tableau plus précis[Lesquelles ?].
Au cours des expéditions génogéographiques du Centre scientifique médicogénétique de l'Académie des sciences médicales de Russie entre 2000 et 2008, plus de 10 000 échantillons d'ADN ont été récoltés et analysés. De plus, les fréquences des noms de famille russes ont été étudiées, la possibilité de l'utilisation de ces données conjointement avec les données génogéographiques a été établie,[Quoi ?].
Actuellement[Quand ?], les études génogéographiques se poursuivent.

## Anthropologie physique

### Portrait anthropologique global
La population russe apparaît comme étant assez homogène sur le plan anthropologique.
Sur trois critères anthropologiques (largeur de la tête, largeur du nez, épaisseur des lèvres), les populations russes ne se distinguent pas des populations d'Europe de l'Ouest. Sur les autres dimensions de la tête et du visage, elles sont proches de la variante d'Europe centrale caractérisée par des dimensions moyennes. Les valeurs moyennes du groupe coïncident avec les valeurs centrales d'Europe de l'Ouest ou s'en écartent, tout en restant dans les limites de variation des groupes occidentaux.
L'absence de l'épicanthus est caractéristique de la population russe. Parmi plus de 8 500 Russes de sexe masculin examinés, l'épicanthus a été identifié chez douze personnes, qui plus est seulement à un état embryonnaire. L'épicanthus est tout aussi rare parmi la population d'Europe centrale.
La fréquence du profil rectiligne du nez chez les Russes représente 75 %, ce qui est plus élevé que la valeur moyenne en Europe (70 %). La fréquence du profil incurvé du nez chez les Russes représente 9 %, ce qui se rapproche des valeurs moyennes en Europe de l'Ouest et centrale (10 %).
La combinaison d'indices caractérisant les populations russes (en comparaison avec la variante centrale d'Europe de l'Ouest):
- Pigmentation relativement claire. Cheveux clairs 33 %, cheveux de couleur intermédiaire 53,2 %, sombres 13,8 %. Yeux clairs 45 %, clairs mélangés 49,9 %, sombres 5,1 % ;
- Croissance moyenne des sourcils et de la barbe ;
- Largeur modérée du visage ;
- Prépondérance du profil moyennement horizontal et d'une racine du nez moyennement élevée ;
- Moindre inclinaison du front et développement plus faible de l'arcade sourcilière.

Les résultats des études craniologiques démontrent également une similitude morphologique extrêmement élevée. Toutes les variantes locales se révèlent dans les limites d'un même type craniologique principal commun et homogène des Russes,.
Un niveau si faible de différenciation morphologique dans les limites d'une aire assez vaste occupée par les Russes peut avoir les raisons suivantes,:
- Absence de frontières géographiques sérieuses sur le territoire de peuplement ;
- Diffusion d'une langue commune (ayant des dialectes mais compréhensible sur tout le territoire) ;
- Absence d'isolement social.

### Zonage anthropologique
Le caractère de variabilité géographique des indices anthropologiques et de leur combinaison a permis de distinguer parmi la population russe un certain nombre de types anthropologiques locaux, ayant obtenu leurs noms conformément à leur ancrage géographique.

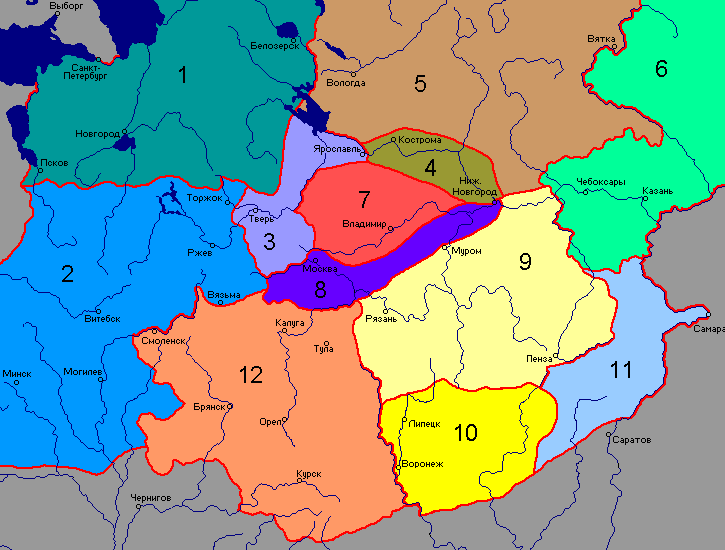
Les zones géographiques des types anthropologiques des Russes,: 1 — Ilmensko-belozerski ; 2 — Valdaïski ; 3 — Haute Volga occidentale ; 4 — Haute Volga orientale ; 5 — Vologdo-viatski ; 6 — Viatsko-kamski ; 7 — Kliazminski ; 8 — Central ; 9 — Don-sourski ; 10 — Stepnoï ; 11 — Moyenne Volga ; 12 — Haute Oka

Sur la base des données collectées par l'Expédition anthropologique russe, les types anthropologiques suivants ont été distingués :
- Ilmensko-belozerski. Indice céphalique de 81 à 82, visage relativement étroit et assez fortement profilé. Pourcentage élevé des yeux clairs (de 45 à 57), pourcentage significatif des cheveux clairs (de 29 à 40), croissance relativement forte de la barbe et taille assez grande[27],[25]. Illustration
- Valdaïski. Se distingue par un indice céphalique élevé (82-84), une croissance légèrement moindre de la barbe, un visage plus bas et plus large. La part des yeux clairs représente 50 %, des cheveux clairs, près de 40 %[28]. Illustration
- Haute Volga occidentale. Indice céphalique 81. Proche d'Ilmenski, dont il se distingue par une coloration des cheveux plus sombre (37 % de cheveux clairs), une croissance plus forte de la barbe, un nez plus droit, une moindre fréquence de pli de la paupière supérieure[29].
- Haute Volga orientale. Indice céphalique 81,4. En comparaison avec Ilmenski et Valdaïski, se caractérise par une taille inférieure (166 cm), un visage plus large, une coloration plus sombre des yeux et des cheveux. L'indice céphalique est légèrement plus bas que celui de Valdaïski, la part de nez incurvé est également moins élevée que chez Valdaïski et Ilmenski[29].
- Vologdo-viatski. Indice céphalique 82,5. Se distingue par une pigmentation plus claire. Pourcentage des iris clairs (sans les clairs mélangés) : 38. Pourcentage des cheveux clairs : 33[29]. Illustration
- Viatsko-kamski. Indice céphalique 81,5. En comparaison avec Ilmenski et Valdaïski, se caractérise par une taille inférieure, un visage plus large, une coloration plus sombre des yeux et des cheveux. Indice céphalique légèrement inférieur à celui de Valdaïski (81,4), la part de nez incurvé également plus faible que chez Valdaïski et Ilmenski[29].
- Kliazminski. Indice céphalique 82, pourcentage des iris clairs (sans les clairs mélangés) 38, pourcentage des cheveux clairs : 33. La particularité caractéristique de ce type est la combinaison : cheveux châtain clair, yeux bruns, brachycéphalie, contours du nez droits, taille supérieure ainsi qu'une croissance de la barbe plus forte que chez Ilmensko-belozerski (l'élément à pigmentation sombre, qui n'est pas identique aux autres types de cette région, se révèle)[29].
- Central. Indice céphalique 81,2, pourcentage des iris clairs (sans les clairs mélangés) 47, pourcentage des cheveux clairs 30. Le territoire est anthropologiquement homogène. Les valeurs moyennes des indices chez la population de différents secteurs de ce territoire sont très proches des moyennes du type cumulé des Russes. Similitude maximale avec le type de la Haute Volga occidentale[29].
- Don-sourski. Indice céphalique 79,6. N'a pas d'équivalent dans les autres groupes (combinaison de mésocéphalie, petites dimensions du visage, lèvres épaisses et croissance relativement forte de la barbe). Don-sourski se distingue des autres types régionaux du territoire du Sud-Est par une pigmentation plus claire des yeux (fréquence de l'iris clair 50 %). La fréquence du pli de la paupière supérieure est moins élevée[30].
- Stepnoï. Indice céphalique 79,3, pourcentage des iris clairs (sans les clairs mélangés) 37 (minimum du Sud), pourcentage des cheveux clairs 20 (minimum des types régionaux). Selon le complexe des indices, occupe une place intermédiaire entre Don-sourski et le type de la Moyenne Volga[30].
- Moyenne Volga. Indice céphalique 80, pourcentage des iris clairs (sans les clairs mélangés) 42, pourcentage des cheveux clairs 21. Selon le complexe des indices, occupe une place opposée à Don-sourski (pigmentation plus sombre des yeux, indice céphalique plus élevé, visage relativement plus bas, croissance moindre de la barbe)[30].
- Haute Oka. Indice céphalique 81,3, pourcentage des iris clairs (sans les clairs mélangés) 47, pourcentage des cheveux clairs 25. Proche de Don-sourski mais s'en distingue par un indice céphalique plus élevé, un visage relativement plus bas, un profilage horizontal plus fort et une pigmentation plus sombre[30].
- Desno-seïmenski. Indice céphalique 81,3, pourcentage des iris clairs (sans les clairs mélangés) 38, pourcentage des cheveux clairs 26. Se distingue du type de la Haute Oka par une moindre hauteur du visage et une plus grande fréquence de pli de la paupière supérieure[30]. Illustration
- Arkhangelski. Indice céphalique 81,5, pourcentage des iris clairs (sans les clairs mélangés) 53, pourcentage des cheveux clairs 45. Très proche d'Ilmenski, ne s'en distingue que par un nez légèrement plus large, une fréquence plus élevée des yeux clairs, une croissance plus intensive de la barbe, un visage plus profilé sur le plan horizontal et un pli de la paupière supérieure plus rare[31],[13].
- Pskovsko-poozerski. Indice céphalique 81,8, pourcentage des iris clairs (sans les clairs mélangés) 70,5, pourcentage des cheveux clairs 34,4[29]. Le type a été identifié sur la base d'études de la population sur la rive Ouest du lac de Pskov. Selon le complexe de particularités, la population de la région du lac de Pskov appartient au type balte occidental[32]. Révèle une similitude avec le type des tribus baltes Yotvingiens, Prussiens et Talabes[33].

Sur la base de cette classification, de plus grandes régions ont été distinguées : Nord-Ouest, Nord-Est, Sud-Ouest, Sud-Est, dans les limites de chacune d'entre elles une grande unité des types anthropologiques se révèle,.

### Odontologie
La morphogenèse des caractères odontologiques s'explique principalement par des facteurs génétiques et dépend peu de l'influence de l'environnement extérieur. Le polymorphisme du système dentaire est largement utilisé dans les études des problèmes d'ethnogenèse,,.
Certaines caractéristiques odontologiques au sein des différents groupes des Russes (%),,,:
| Groupe                               | Forme spatulée des incisives (points 2-3) | Somme des М1 à 4 cuspides | Somme des M1 à 6 cuspides | Somme des М2 à 5 cuspides | 2med (II) |
| ------------------------------------ | ----------------------------------------- | ------------------------- | ------------------------- | ------------------------- | --------- |
| Kardymovo (oblast de Smolensk)       | 7.4                                       | 6.3                       | 3.5                       | 14.6                      | 40.0      |
| Potchinok (oblast de Smolensk)       | 9.4                                       | 18.6                      | 3.0                       | 13.7                      | 50.5      |
| Smolensk                             | 8.9                                       | 12.9                      | 5.5                       | 10.8                      | 42.6      |
| Stary Izborsk (oblast de Pskov)      | 10.1                                      | 16.4                      | 1.5                       | 13.1                      | 45.6      |
| Pskov                                | 8.0                                       | 11.4                      | 2.0                       | 5.4                       | 50.6      |
| Louga (oblast de Léningrad)          | 2.4                                       | 8.8                       | 3.3                       | 12.6                      | 65.4      |
| Msta (oblast de Novgorod)            | 4.7                                       | 18.6                      | 1.4                       | 5.6                       | 54.1      |
| Valdaï (oblast de Novgorod)          | 4.8                                       | 15.0                      | 1.3                       | 9.3                       | 44.3      |
| Novgorod                             | 5.6                                       | 16.9                      | 1.1                       | 8.2                       | 58.1      |
| Zapadnaïa Dvina (oblast de Kalinine) | 8.5                                       | 6.5                       | 2.2                       | 8.1                       | 57.8      |
| Kaliazine (oblast de Kalinine)       | 4.4                                       | 11.6                      | 3.5                       | 6.6                       | 46.3      |
| Oblast de Vologda                    | 2.2                                       | 9.0                       | 1.0                       | 13.0                      | 46.5      |
| Oblast d'Arkhangelsk                 | 9.3                                       | 20.5                      | 2.0                       | 15.3                      | 34.1      |
| Oblast de Riazan                     | 3.6                                       | 6.9                       | 3.0                       | 11.6                      | 51.6      |
| Oblast de Tambov                     | 4.6                                       | 7.0                       | 2.0                       | 14.3                      | 43.5      |
| Oblast de Lipetsk                    | 5.2                                       | 13.6                      | 2.3                       | 8.3                       | 45.3      |
| Oblast de Voronej                    | 5.3                                       | 9.0                       | 1.1                       | 7.5                       | 41.2      |
| Oblast de Rostov                     | 7.4                                       | 6.9                       | 4.6                       | 18.3                      | 40.0      |
| Oblast de Toula                      | 3.3                                       | 10.0                      | 2.2                       | 10.5                      | 56.5      |
| Oblast d'Orel                        | 1.7                                       | 8.4                       | 1.1                       | 17.6                      | 47.4      |
| Oblast de Koursk                     | 2.3                                       | 5.0                       | 6.2                       | 18.1                      | 27.6      |
| Oblast de Belgorod                   | 1.7                                       | 3.0                       | 5.0                       | 7.1                       | 42.4      |
| Oblast de Kalouga                    | 8.3                                       | 10.1                      | 3.8                       | 6.6                       | 37.7      |
| Oblast de Briansk                    | 10.7                                      | 16.9                      | 2.4                       | 16.4                      | 30.0      |

Les valeurs des principaux indices d'odontologie caractérisent clairement les Russes comme des représentants du cercle occidental des formes. Les indicateurs odontologiques de la population russe sont les plus proches des indicateurs du type odontologique d'Europe centrale.
Les différences inter-groupes des indices chez les Russes sont significativement inférieures à celles entre les Russes et les autres peuples, ce qui permet de parler d'une unité des Russes. Néanmoins, deux principaux complexes odontologiques ont été distingués sur la base de ces différences : ceux du Nord-Ouest et du Sud, reliés entre eux par un certain nombre de formes transitoires. Les types odontologiques présents au sein du peuple russe sont directement reliés avec les types d'Europe de l'Est dans son ensemble : le type d'Europe centrale et le type gracile du Nord. Il a été relevé que le type des Russes du Nord-Ouest s'est formé sous l'influence du type gracile du Nord de l'Europe de l'Est. En particulier, pour le type odontologique des Russes du Nord-Ouest, une fréquence plus élevée de la forme spatulée des incisives est caractéristique, ce qui rapproche ces populations de leurs voisins lettons orientaux, estoniens, finnois, caréliens, vepses et peut s'expliquer par l'influence du substrat commun. Dans l'ensemble, la fréquence des incisives à forme spatulée, caractéristiques des populations mongoloïdes, est faible partout chez les Russes.
Il n'a pas été relevé de différences notables entre les populations urbaine et rurale des oblasts où ces études ont été menées.

### Dermatoglyphie

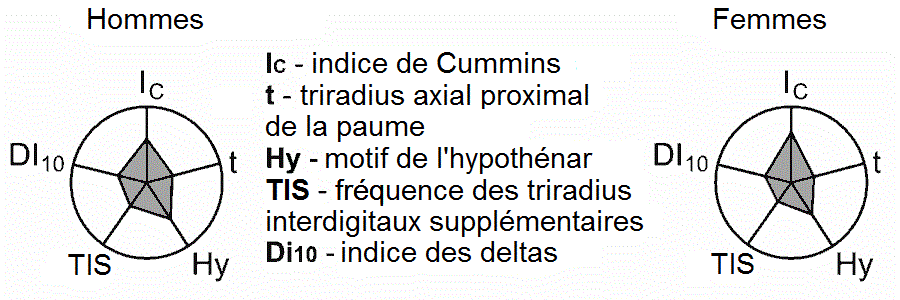
Polygones de combinaisons d'indices dermatoglyphiques chez les Russes. Le centre du cercle correspond à la valeur minimale de l'indice à l'échelle eurasienne des variations, la fin du rayon correspond à la valeur maximale.

Il a été démontré que les indices dermatoglyphiques ne sont pas influencés par la sélection directionnelle et peuvent être utilisés dans les études des populations au même titre que les indices génétiques,.
Les populations russes sont assez homogènes selon les indices du relief de la peau. Néanmoins, on remarque chez les populations du Nord les traits des Européens du Nord (un faible indice des deltas combiné avec un faible taux des triradius interdigitaux supplémentaires), au Sud, les traits des Européens du Sud (un taux relativement élevé des triradius interdigitaux supplémentaires combiné avec une faible fréquence du triradius axial proximal de la paume chez les hommes et un indice des deltas relativement élevé chez les femmes),.
Le complexe euro-mongoloïde chez les Russes est généralement faible et représente en moyenne 41,9 chez les hommes 44,2 chez les femmes.
Les Slaves orientaux révèlent une similitude élevée entre eux selon les données dermatoglyphiques. Les indices clefs du relief de la peau chez les Slaves orientaux ne varient pas de manière significative, leurs coefficients de variation sont plus bas que chez les Européens d'Europe et sur le territoire de l'Europe de l'Est dans son ensemble,. Le type dermatoglyphique des Slaves orientaux est caractéristique des Européens d'Europe de l'Est.
Des distances dermatoglyphiques globales minimales séparent les Slaves orientaux des Mordves, Allemands, Komis, Moldaves, Suédois. Les distances dermatoglyphiques globales entre les Slaves orientaux et les Lituaniens, Lettons, Estoniens, Finnois, Tatars de Kazan, Gagaouzes sont plus élevées, mais elles se trouvent aussi dans les limites des distances faibles.

## Génétique

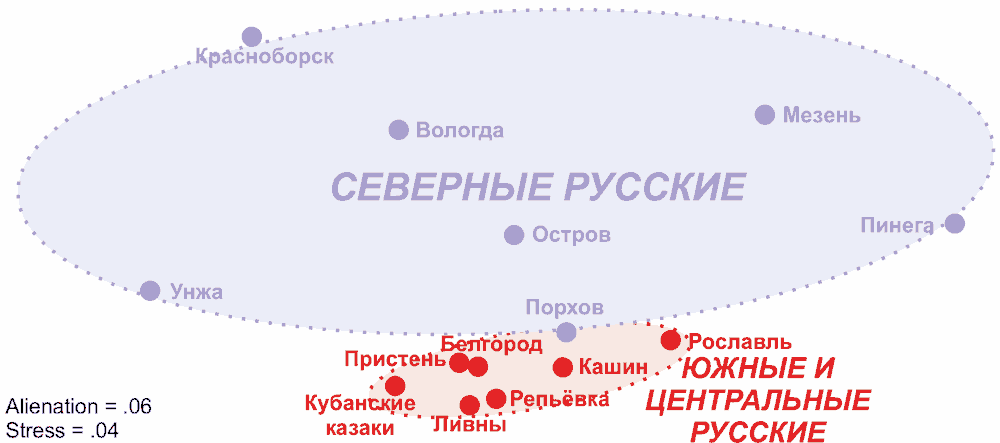
Graphique de mise à l'échelle multidimensionnelle des populations russes selon les grands haplogroupes du chromosome Y.

Selon l'hypothèse des généticiens, les Russes représentent les descendants génétiques directs des Slaves dans les parties centrale et méridionale de la Russie européenne. Dans sa partie septentrionale, l'ethnie russe s'est formée par le mélange des Slaves et de la population pré-slave finnophone et baltophone. Les généticiens expliquent la répartition géographique différenciée des lignes du génome mitochondrial et du chromosome Y suivant les populations russes par la participation différenciée des hommes et des femmes à l'exploration des territoires d'Europe de l'Est. L'étape initiale de la colonisation était réalisée aussi bien par les hommes que par les femmes, en conséquence de l'avancée des tribus slaves vers l'Est et le Nord. Dans une période ultérieure, l'assimilation de la population locale passait principalement par les hommes, qui se mariaient aux femmes aborigènes,.
Selon les données des généticiens russes Balanovski, le patrimoine génétique du peuple russe sur le territoire de la plaine russe est typiquement européen. Le pourcentage de marqueurs est-eurasiens au sein de cet échantillon n'excède pas les taux moyens en Europe. Les résultats de l'étude de cette partie du patrimoine génétique russe ont démontré sa proximité avec la population de pratiquement toute l'Europe, pour autant des différences significatives ont été révélées par rapport aux populations de l'Oural et du Caucase. Pour le patrimoine génétique, une variabilité génétique selon la latitude a été révélée (changement des caractéristiques selon l'axe Nord-Sud). En cela, le patrimoine génétique russe se distingue du patrimoine génétique commun d'Europe de l'Est, pour lequel la variabilité selon la longitude est caractéristique. Ainsi, le caractère de variabilité du patrimoine génétique russe n'est pas réductible à la variabilité initiale des substrats sur la base desquels il s'est formé. On suppose que la variabilité selon la latitude du patrimoine génétique russe est apparue ou s'est renforcée au cours de l'histoire propre du peuple russe.
Le degré d'hétérogénéité du patrimoine génétique russe de la plaine d'Europe orientale est plus élevé que chez la plupart des autres peuples d'Europe. Cela peut être lié au grand nombre des Russes et à un grand territoire de peuplement. Il convient de remarquer que la population d'Europe de l'Est est dans l'ensemble plus hétérogène que la population d'Europe de l'Ouest. Cependant, la population de la Sibérie occidentale est à l'inverse plus hétérogène que celles des Russes et des autres peuples d'Europe de l'Est. Ainsi, les patrimoines génétiques d'Europe de l'Est, y compris le patrimoine génétique russe selon le niveau d'hétérogénéité occupent une position intermédiaire entre l'Europe de l'Ouest et les patrimoines génétiques des peuples de Sibérie occidentale. Dans les limites du patrimoine génétique russe lui-même, on peut remarquer des différences suffisamment significatives entre les populations septentrionales des Russes, et des différences nettement moindres entre les populations méridionales et centrales, c'est-à-dire que la population du Nord russe est plus hétérogène.
Le patrimoine génétique des Russes du Nord représente un certain intérêt. Les populations russes du Nord présentent des différences assez importantes par rapport aux autres populations russes,,. Jusqu'à récemment, il était supposé que de telles différences pourraient s'expliquer par une composante finno-ougrienne significative, entrée dans la composition des Russes du Nord au cours de la colonisation slave de ce territoire,,,. Les dernières études, incluant une analyse complexe des marqueurs du chromosome Y, du génome mitochondrial et des marqueurs autosomiques, permettent de conclure sur une similitude plus prononcée des Russes du Nord avec la population d'Europe du Nord dans son ensemble. En particulier, les Russes du Nord selon le complexe des caractères génogéographiques sont le plus proches des Baltes (Lettons et Lituaniens) et des Suédois, des distances génétiques suffisamment faibles les séparent des Finnois de la Baltique (Finnois, Estoniens, Caréliens, Vepses et Ijoriens) et de certains peuples finno-permiens (Komis), ainsi que de nombreux peuples d'Europe centrale et orientale. Cependant, les Finnois de la Volga sont éloignés à la fois de tout le massif européen et des Russes du Nord, ce qui peut témoigner de l'absence de ce qui était supposé être un important apport d'une couche finno-ougrienne dans la formation de la population du Nord russe. Ainsi, la similitude révélée du patrimoine génétique des Russes du Nord avec les patrimoines génétiques d'Europe centrale et du Nord de l'Europe orientale permet d'émettre l'hypothèse de la préservation sur ces territoires de l'antique patrimoine génétique paléoeuropéen, entré dans la composition aussi bien des Russes du Nord que des autres peuples d'Europe du Nord.

### Marqueurs du chromosome Y de l'ADN
Selon les résultats des études sur l'occurrence des haplogroupes du chromosome Y, les variations les plus courantes des haplogroupes parmi les Russes coïncident à 99,7 % avec celles d'Eurasie occidentale au moins au cours des 3 000 dernières années. Le pool génétique des Russes est similaire à ceux des autres populations d'Europe centrale et orientale. Dans les limites du pool génétique russe, deux groupes de populations se distinguent nettement. Dans le groupe du Nord (« Mezen », « Pinega », « Krasnoborsk » (districts Krasnoborski et Lenski), une proximité se révèle avec les populations voisines finno-ougriennes et baltes. Le groupe du Centre-Sud, auquel appartient la majorité écrasante des populations russes, entre dans un cluster commun avec les Biélorusses, les Ukrainiens et les Polonais,,.
La répartition des haplogroupes du chromosome Y dans certaines populations russes étudiées,, :
| Population         | N=  | C    | E1b1b1a1 | E1b1b1b2a1 | F*  | G1*  | G2  | I*   | I1   | I2a1 | I2a2a | J1   | J2   | K*  | T   | N*   | N1a2b | N1a1 | Q    | R1a     | R1b1a1 | R1b1a2 | R2   |
| Population         | N=  | M130 | M78      | M123       | M89 | M285 | P15 | M170 | M253 | P37  | M223  | M267 | M172 | M9  | M70 | M231 | P43   | TAT  | M242 | SRY1532 | M73    | M269   | M124 |
| ------------------ | --- | ---- | -------- | ---------- | --- | ---- | --- | ---- | ---- | ---- | ----- | ---- | ---- | --- | --- | ---- | ----- | ---- | ---- | ------- | ------ | ------ | ---- |
| "Mezen"            | 54  | 0    | 0        | 0          | 1.9 | 0    | 0   | 0    | 0    | 0    | 0     | 0    | 0    | 0   | 0   | 0    | 7.4   | 46.3 | 0    | 44.4    | 0      | 0      | 0    |
| "Pinega"           | 114 | 0    | 0        | 0          | 0   | 0    | 0   | 0    | 0.9  | 4.4  | 0     | 0.9  | 0    | 0   | 0   | 0    | 15.8  | 23.7 | 0.9  | 39.5    | 0      | 14     | 0    |
| "Krasnoborsk"      | 91  | 0    | 0        | 0          | 1.1 | 0    | 2.2 | 3.3  | 12.1 | 9.9  | 0     | 0    | 5.5  | 0   | 0   | 0    | 3.3   | 36.3 | 0    | 19.8    | 0      | 6.6    | 0    |
| "Vologda"          | 121 | 0    | 0.8      | 0          | 0   | 1.7  | 0.8 | 0    | 11.6 | 8.3  | 1.7   | 0    | 0.8  | 0   | 0   | 0    | 3.3   | 35.5 | 1.7  | 33.1    | 0      | 0.8    | 0    |
| Ounja              | 52  | 0    | 5.8      | 0          | 1.9 | 0    | 0   | 0    | 11.5 | 11.5 | 3.8   | 3.8  | 3.8  | 0   | 0   | 0    | 0     | 13.5 | 0    | 32.7    | 1.9    | 9.6    | 0    |
| Kachine            | 73  | 0    | 4.1      | 0          | 1.4 | 0    | 0   | 0    | 2.7  | 8.2  | 4.1   | 0    | 4.1  | 0   | 0   | 0    | 0     | 11   | 1.4  | 56.2    | 0      | 6.8    | 0    |
| Porkhov            | 57  | 0    | 1.8      | 1.8        | 0   | 0    | 0   | 1.8  | 3.5  | 10.5 | 0     | 0    | 0    | 3.5 | 0   | 1.8  | 1.8   | 15.8 | 0    | 52.6    | 0      | 5.3    | 0    |
| Ostrov             | 75  | 0    | 4        | 0          | 0   | 0    | 0   | 1.3  | 6.7  | 9.3  | 0     | 1.3  | 1.3  | 0   | 0   | 0    | 0     | 28   | 0    | 45.3    | 0      | 2.7    | 0    |
| Roslavl            | 107 | 0.9  | 7.5      | 0          | 0.9 | 0    | 0   | 0    | 1.9  | 10.3 | 0     | 0    | 2.8  | 1.9 | 2.8 | 0    | 0.9   | 13.1 | 0    | 45.8    | 0      | 11.2   | 0    |
| Livny              | 110 | 0    | 0.9      | 0          | 0   | 0    | 0   | 0    | 8.2  | 13.6 | 0.9   | 0    | 0.9  | 0   | 2.7 | 0    | 0.9   | 4.5  | 0.9  | 62.7    | 0      | 3.6    | 0    |
| Pristen            | 45  | 0    | 2.2      | 0          | 0   | 0    | 0   | 0    | 4.4  | 17.8 | 0     | 0    | 2.2  | 0   | 2.2 | 0    | 0     | 13.3 | 0    | 55.6    | 0      | 2.2    | 0    |
| Repyovka           | 96  | 0    | 1        | 0          | 1   | 0    | 2.1 | 1    | 3.1  | 16.7 | 0     | 2.1  | 1    | 0   | 0   | 0    | 0     | 6.3  | 0    | 59.4    | 0      | 5.2    | 1    |
| Belgorod           | 143 | 0.7  | 0.7      | 0          | 0   | 0    | 0.7 | 0    | 3.5  | 12.6 | 0.7   | 0    | 4.2  | 0.7 | 1.4 | 0    | 0.7   | 11.9 | 0    | 59.4    | 0      | 2.8    | 0    |
| Cosaques du Kouban | 90  | 0    | 3.3      | 0          | 0   | 0    | 1.1 | 1.1  | 4.4  | 16.5 | 2.2   | 0    | 4.4  | 0   | 1.1 | 0    | 1.1   | 6.6  | 1.1  | 47.3    | 0      | 8.8    | 0    |

### Marqueurs de l'ADN mitochondrial
D'après les résultats de l'analyse multivariée des fréquences des haplogroupes de l'ADN mitochondrial, les Russes font partie du groupe de populations paneuropéen, qui comprend toutes les populations européennes, à l'exception des Samis, des Oudmourtes, des Bachkirs, des Nenets, des Mansis et des peuples caucasiens. À l'intérieur de ce groupe, on peut distinguer un groupe de populations plus restreint, qui comprend toutes les populations européennes, y compris les Russes, à l'exception des Tatars, des Tchouvaches et de la plupart des populations finno-ougriennes. L'homogénéité des populations européennes au sein de ce groupe « étroitement européen » est élevée. Néanmoins, des groupes distincts peuvent être distingués en son sein, coïncidant généralement avec des groupes ethnolinguistiques. Les Russes font partie du « groupe slave », qui comprend tous les peuples étudiés du groupe slave, ainsi que les Hongrois et les Estoniens.
La comparaison du patrimoine génétique mitochondrial des différentes populations russes avec celui des populations voisines a permis d'identifier trois groupes génétiques. Le groupe « Europe de l'Est » comprend les Russes du sud et du centre, les Biélorusses, les Ukrainiens, les Slaves occidentaux et les Baltes. Le groupe « Europe du Nord » comprend les Russes du Nord et les Finnois de l'Ouest (Finnois, Caréliens, Mordves). Les peuples turcs et finnois d'Europe de l'Est (Tatars, Tchouvaches, Komi, Mari) forment un groupe distinct « Priouralski ».
L'étude de la variabilité intrapopulationnelle de l'ADN mitochondrial dans les populations européennes a révélé une tendance générale à la diminution de la diversité de l'ADN mitochondrial du sud vers le nord, ce qui inclut également les populations russes. Ce fait peut s'expliquer par des facteurs interdépendants tels qu'une plus faible densité de population dans le nord, un plus grand isolement des populations septentrionales et, par conséquent, une plus grande intensité de la dérive génétique dans ces populations.
Le génome mitochondrial des Russes en général est typiquement européen,,, la part de la composante eurasienne orientale dans le génome mitochondrial russe ne dépasse pas 2 %,,. Il existe certaines différences dans la part de la composante eurasienne orientale dans le patrimoine génétique des différentes populations russes. Chez les Russes des régions méridionales et centrales, la part des haplogroupes est-européens de l'ADN mitochondrial est de 1,3 %, ce qui est comparable aux indicateurs des Slaves occidentaux (1,6 %), chez les Russes du nord, jusqu'à 4 %, chez les Pomors, jusqu'à 5 %.
Distribution des haplogroupes de l'ADN mitochondrial dans certaines populations russes étudiées :
| Population | N= | H    | V   | Pre*V | HV* | R1  | J    | T*   | T1   | K   | U1  | U2  | U3  | U4  | U5a  | U6b | U7  | U8  | I   | N1a | N1b | W   | X   | C   | D | G2a | M1  | L1b | L3b |
| ---------- | -- | ---- | --- | ----- | --- | --- | ---- | ---- | ---- | --- | --- | --- | --- | --- | ---- | --- | --- | --- | --- | --- | --- | --- | --- | --- | - | --- | --- | --- | --- |
| Toula      | 73 | 58.9 | 1.4 | 1.4   | 1.4 | 0   | 5.5  | 8.2  | 1.4  | 2.7 | 0   | 0   | 2.7 | 4.1 | 2.7  | 2.7 | 0   | 0   | 2.7 | 1.4 | 1.4 | 0   | 0   | 0   | 0 | 0   | 0   | 1.4 | 0   |
| Kalouga    | 71 | 38.0 | 2.8 | 0     | 2.8 | 0   | 4.2  | 11.3 | 2.8  | 4.2 | 1.4 | 2.8 | 1.4 | 8.5 | 8.5  | 2.8 | 0   | 0   | 1.4 | 0   | 0   | 0   | 2.8 | 2.8 | 0 | 0   | 0   | 0   | 1.4 |
| Vladimir   | 72 | 38.5 | 0   | 0     | 1.4 | 0   | 8.3  | 8.3  | 11.1 | 6.9 | 0   | 1.4 | 1.4 | 2.8 | 6.9  | 0   | 1.4 | 0   | 5.6 | 1.4 | 1.4 | 4.2 | 1.4 | 0   | 0 | 0   | 1.4 | 0   | 0   |
| Iaroslavl  | 41 | 48.8 | 0   | 2.4   | 4.9 | 0   | 4.9  | 2.4  | 0    | 0   | 7.3 | 0   | 0   | 0   | 4.9  | 9.8 | 0   | 0   | 0   | 2.4 | 2.4 | 2.4 | 0   | 4.9 | 0 | 2.4 | 0   | 0   | 0   |
| Pskov      | 68 | 42.6 | 5.9 | 0     | 0   | 1.5 | 11.8 | 2.9  | 2.9  | 0   | 0   | 2.9 | 0   | 2.9 | 17.6 | 2.9 | 0   | 1.5 | 0   | 0   | 0   | 2.9 | 0   | 0   | 0 | 1.5 | 0   | 0   | 0   |

### Marqueurs autosomiques
Les marqueurs autosomiques sont les marqueurs des chromosomes non sexuels. En règle générale, ces gènes codent la synthèse de certaines protéines, enzymes, etc.

#### Marqueurs biochimiques
Les marqueurs génétiques et biochimiques sont généralement des gènes codant la synthèse d'enzymes. Le polymorphisme de certains marqueurs immunologiques du sang peut également être considéré comme du polymorphisme biochimique, car ces gènes codent des enzymes catalysant la liaison des sucres correspondants aux glycoprotéines ou glycolipides spécifiques de groupe. Il a été démontré que le polymorphisme de nombreux marqueurs biochimiques pouvait être utilisé dans les études de population.
Le tableau présente les fréquences de certains marqueurs biochimiques de la fraction érythrocytaire du sang, du sérum sanguin et des marqueurs immunologiques du sang.
| Marqueur biochimique         | Géographie génétique | Fréquences alléliques chez les Russes | Fréquences alléliques chez les Russes | Fréquences alléliques chez les Russes | Fréquences alléliques chez les Russes | Fréquences alléliques chez les Russes | Fréquences alléliques chez les Russes | Fréquences alléliques chez les Russes | Fréquences alléliques chez les Russes | Fréquences alléliques chez les Russes | Fréquences alléliques chez les Russes | Fréquences alléliques chez les Russes | Fréquences alléliques chez les Russes | Fréquences alléliques chez les Russes | Fréquences alléliques chez les Russes | Fréquences alléliques chez les Russes | Fréquences alléliques chez les Russes | Fréquences alléliques chez les Russes | Fréquences alléliques chez les Russes | Fréquences alléliques chez les Russes | Fréquences alléliques chez les Russes | Fréquences alléliques chez les Russes | Fréquences alléliques chez les Russes | Fréquences alléliques chez les Russes | Fréquences alléliques chez les Russes | Fréquences alléliques chez les Russes | Fréquences alléliques chez les Russes | Fréquences alléliques chez les Russes | Fréquences alléliques chez les Russes | Fréquences alléliques chez les Russes | Fréquences alléliques chez les Russes | Fréquences alléliques chez les Russes | Fréquences alléliques chez les Russes | Fréquences alléliques chez les Russes | Fréquences alléliques chez les Russes | Fréquences alléliques chez les Russes | Fréquences alléliques chez les Russes | Fréquences alléliques chez les Russes | Fréquences alléliques chez les Russes | Fréquences alléliques chez les Russes | Fréquences alléliques chez les Russes | Fréquences alléliques chez les Russes | Fréquences alléliques chez les Russes | Fréquences alléliques chez les Russes | Fréquences alléliques chez les Russes | Fréquences alléliques chez les Russes | Fréquences alléliques chez les Russes | Fréquences alléliques chez les Russes | Fréquences alléliques chez les Russes | Fréquences alléliques chez les Russes | Fréquences alléliques chez les Russes | Fréquences alléliques chez les Russes | Fréquences alléliques chez les Russes | Fréquences alléliques chez les Russes | Fréquences alléliques chez les Russes | Fréquences alléliques chez les Russes | Fréquences alléliques chez les Russes | Fréquences alléliques chez les Russes | Fréquences alléliques chez les Russes | Fréquences alléliques chez les Russes | Fréquences alléliques chez les Russes |
| ---------------------------- | --- | ------------------------------------- | ------------------------------------- | ------------------------------------- | ------------------------------------- | ------------------------------------- | ------------------------------------- | ------------------------------------- | ------------------------------------- | ------------------------------------- | ------------------------------------- | ------------------------------------- | ------------------------------------- | ------------------------------------- | ------------------------------------- | ------------------------------------- | ------------------------------------- | ------------------------------------- | ------------------------------------- | ------------------------------------- | ------------------------------------- | ------------------------------------- | ------------------------------------- | ------------------------------------- | ------------------------------------- | ------------------------------------- | ------------------------------------- | ------------------------------------- | ------------------------------------- | ------------------------------------- | ------------------------------------- | ------------------------------------- | ------------------------------------- | ------------------------------------- | ------------------------------------- | ------------------------------------- | ------------------------------------- | ------------------------------------- | ------------------------------------- | ------------------------------------- | ------------------------------------- | ------------------------------------- | ------------------------------------- | ------------------------------------- | ------------------------------------- | ------------------------------------- | ------------------------------------- | ------------------------------------- | ------------------------------------- | ------------------------------------- | ------------------------------------- | ------------------------------------- | ------------------------------------- | ------------------------------------- | ------------------------------------- | ------------------------------------- | ------------------------------------- | ------------------------------------- | ------------------------------------- | ------------------------------------- | ------------------------------------- |
| Groupe sanguin (système AB0) | La fréquence du gène A est de 0,05 parmi les populations d'Amérique centrale et du Sud, de 0,25 à 0,3 parmi les populations d'Europe centrale, et de 0,4 à 0,45 parmi les populations d'Australie centrale et d'Europe du Nord. La fréquence du gène B est de 0,0 à 0,05 parmi les populations américaines, de 0,05 à 0,1 parmi les populations d'Europe de l'Ouest et centrale, de 0,1 à 0,2 parmi les populations d'Europe de l'Est, et de 0,2 à 0,3 parmi les populations asiatiques. La fréquence du gène 0 est de 0,5 à 0,55 parmi certaines populations asiatiques, de 0,6 à 0,65 parmi les populations d'Europe centrale et orientale, de 0,65 à 0,7 parmi les populations d'Europe du Sud et de l'Ouest, et de 0,95 à 1,0 parmi les populations d'Amérique centrale et du Sud.     | 0                                     | 0                                     | 0                                     | 0                                     | 0                                     | 0                                     | 0                                     | 0                                     | 0                                     | 0                                     | 0                                     | 0                                     | 0                                     | 0                                     | 0                                     | 0                                     | 0                                     | 0                                     | 0                                     | 0                                     | A                                     | A                                     | A                                     | A                                     | A                                     | A                                     | A                                     | A                                     | A                                     | A                                     | A                                     | A                                     | A                                     | A                                     | A                                     | A                                     | A                                     | A                                     | A                                     | A                                     | B                                     | B                                     | B                                     | B                                     | B                                     | B                                     | B                                     | B                                     | B                                     | B                                     | B                                     | B                                     | B                                     | B                                     | B                                     | B                                     | B                                     | B                                     | B                                     | B                                     |
| Groupe sanguin (système AB0) | La fréquence du gène A est de 0,05 parmi les populations d'Amérique centrale et du Sud, de 0,25 à 0,3 parmi les populations d'Europe centrale, et de 0,4 à 0,45 parmi les populations d'Australie centrale et d'Europe du Nord. La fréquence du gène B est de 0,0 à 0,05 parmi les populations américaines, de 0,05 à 0,1 parmi les populations d'Europe de l'Ouest et centrale, de 0,1 à 0,2 parmi les populations d'Europe de l'Est, et de 0,2 à 0,3 parmi les populations asiatiques. La fréquence du gène 0 est de 0,5 à 0,55 parmi certaines populations asiatiques, de 0,6 à 0,65 parmi les populations d'Europe centrale et orientale, de 0,65 à 0,7 parmi les populations d'Europe du Sud et de l'Ouest, et de 0,95 à 1,0 parmi les populations d'Amérique centrale et du Sud.     | 0.598                                 | 0.598                                 | 0.598                                 | 0.598                                 | 0.598                                 | 0.598                                 | 0.598                                 | 0.598                                 | 0.598                                 | 0.598                                 | 0.598                                 | 0.598                                 | 0.598                                 | 0.598                                 | 0.598                                 | 0.598                                 | 0.598                                 | 0.598                                 | 0.598                                 | 0.598                                 | 0.247                                 | 0.247                                 | 0.247                                 | 0.247                                 | 0.247                                 | 0.247                                 | 0.247                                 | 0.247                                 | 0.247                                 | 0.247                                 | 0.247                                 | 0.247                                 | 0.247                                 | 0.247                                 | 0.247                                 | 0.247                                 | 0.247                                 | 0.247                                 | 0.247                                 | 0.247                                 | 0.156                                 | 0.156                                 | 0.156                                 | 0.156                                 | 0.156                                 | 0.156                                 | 0.156                                 | 0.156                                 | 0.156                                 | 0.156                                 | 0.156                                 | 0.156                                 | 0.156                                 | 0.156                                 | 0.156                                 | 0.156                                 | 0.156                                 | 0.156                                 | 0.156                                 | 0.156                                 |
| Système Rhésus               | Dans les pays du bassin Pacifique (Amérique, Australie, Océanie, Asie de l'Est et du Sud-Est), la concentration de la variante D est généralement supérieure à 0,8. En Asie du Sud et du Sud-Ouest, ainsi qu'en Afrique subsaharienne, elle atteint jusqu'à 0,8. En Europe et en Afrique du Nord, la concentration est encore plus faible, descendant en dessous de 0,6 le long des côtes atlantiques (Espagne, France, Angleterre, Scandinavie). | Rh*D                                  | Rh*D                                  | Rh*D                                  | Rh*D                                  | Rh*D                                  | Rh*D                                  | Rh*D                                  | Rh*D                                  | Rh*D                                  | Rh*D                                  | Rh*D                                  | Rh*D                                  | Rh*D                                  | Rh*D                                  | Rh*D                                  | Rh*D                                  | Rh*D                                  | Rh*D                                  | Rh*D                                  | Rh*D                                  | Rh*D                                  | Rh*D                                  | Rh*D                                  | Rh*D                                  | Rh*D                                  | Rh*D                                  | Rh*D                                  | Rh*D                                  | Rh*D                                  | Rh*D                                  | Rh*d                                  | Rh*d                                  | Rh*d                                  | Rh*d                                  | Rh*d                                  | Rh*d                                  | Rh*d                                  | Rh*d                                  | Rh*d                                  | Rh*d                                  | Rh*d                                  | Rh*d                                  | Rh*d                                  | Rh*d                                  | Rh*d                                  | Rh*d                                  | Rh*d                                  | Rh*d                                  | Rh*d                                  | Rh*d                                  | Rh*d                                  | Rh*d                                  | Rh*d                                  | Rh*d                                  | Rh*d                                  | Rh*d                                  | Rh*d                                  | Rh*d                                  | Rh*d                                  | Rh*d                                  |
| Système Rhésus               | Dans les pays du bassin Pacifique (Amérique, Australie, Océanie, Asie de l'Est et du Sud-Est), la concentration de la variante D est généralement supérieure à 0,8. En Asie du Sud et du Sud-Ouest, ainsi qu'en Afrique subsaharienne, elle atteint jusqu'à 0,8. En Europe et en Afrique du Nord, la concentration est encore plus faible, descendant en dessous de 0,6 le long des côtes atlantiques (Espagne, France, Angleterre, Scandinavie). | 0.632                                 | 0.632                                 | 0.632                                 | 0.632                                 | 0.632                                 | 0.632                                 | 0.632                                 | 0.632                                 | 0.632                                 | 0.632                                 | 0.632                                 | 0.632                                 | 0.632                                 | 0.632                                 | 0.632                                 | 0.632                                 | 0.632                                 | 0.632                                 | 0.632                                 | 0.632                                 | 0.632                                 | 0.632                                 | 0.632                                 | 0.632                                 | 0.632                                 | 0.632                                 | 0.632                                 | 0.632                                 | 0.632                                 | 0.632                                 | 0.368                                 | 0.368                                 | 0.368                                 | 0.368                                 | 0.368                                 | 0.368                                 | 0.368                                 | 0.368                                 | 0.368                                 | 0.368                                 | 0.368                                 | 0.368                                 | 0.368                                 | 0.368                                 | 0.368                                 | 0.368                                 | 0.368                                 | 0.368                                 | 0.368                                 | 0.368                                 | 0.368                                 | 0.368                                 | 0.368                                 | 0.368                                 | 0.368                                 | 0.368                                 | 0.368                                 | 0.368                                 | 0.368                                 | 0.368                                 |
| ACP1,                        | Six phénotypes principaux ont été identifiés, déterminés par les allèles ACP1*A, ACP1*B et ACP1*C. Parmi eux, l'allèle ACP1*C est le plus rare et se rencontre chez les Européens avec une fréquence de 0,03 à 0,07, chez les mongoloïdes, les congoïdes et les Aborigènes d'Australie avec une fréquence encore plus faible, et dans certaines populations, il est complètement absent,. | ACP1*A                                | ACP1*A                                | ACP1*A                                | ACP1*A                                | ACP1*A                                | ACP1*A                                | ACP1*A                                | ACP1*A                                | ACP1*A                                | ACP1*A                                | ACP1*A                                | ACP1*A                                | ACP1*A                                | ACP1*A                                | ACP1*A                                | ACP1*A                                | ACP1*A                                | ACP1*A                                | ACP1*A                                | ACP1*A                                | ACP1*B                                | ACP1*B                                | ACP1*B                                | ACP1*B                                | ACP1*B                                | ACP1*B                                | ACP1*B                                | ACP1*B                                | ACP1*B                                | ACP1*B                                | ACP1*B                                | ACP1*B                                | ACP1*B                                | ACP1*B                                | ACP1*B                                | ACP1*B                                | ACP1*B                                | ACP1*B                                | ACP1*B                                | ACP1*B                                | ACP1*C                                | ACP1*C                                | ACP1*C                                | ACP1*C                                | ACP1*C                                | ACP1*C                                | ACP1*C                                | ACP1*C                                | ACP1*C                                | ACP1*C                                | ACP1*C                                | ACP1*C                                | ACP1*C                                | ACP1*C                                | ACP1*C                                | ACP1*C                                | ACP1*C                                | ACP1*C                                | ACP1*C                                | ACP1*C                                |
| ACP1,                        | Six phénotypes principaux ont été identifiés, déterminés par les allèles ACP1*A, ACP1*B et ACP1*C. Parmi eux, l'allèle ACP1*C est le plus rare et se rencontre chez les Européens avec une fréquence de 0,03 à 0,07, chez les mongoloïdes, les congoïdes et les Aborigènes d'Australie avec une fréquence encore plus faible, et dans certaines populations, il est complètement absent,. | 0.339                                 | 0.339                                 | 0.339                                 | 0.339                                 | 0.339                                 | 0.339                                 | 0.339                                 | 0.339                                 | 0.339                                 | 0.339                                 | 0.339                                 | 0.339                                 | 0.339                                 | 0.339                                 | 0.339                                 | 0.339                                 | 0.339                                 | 0.339                                 | 0.339                                 | 0.339                                 | 0.608                                 | 0.608                                 | 0.608                                 | 0.608                                 | 0.608                                 | 0.608                                 | 0.608                                 | 0.608                                 | 0.608                                 | 0.608                                 | 0.608                                 | 0.608                                 | 0.608                                 | 0.608                                 | 0.608                                 | 0.608                                 | 0.608                                 | 0.608                                 | 0.608                                 | 0.608                                 | 0.053                                 | 0.053                                 | 0.053                                 | 0.053                                 | 0.053                                 | 0.053                                 | 0.053                                 | 0.053                                 | 0.053                                 | 0.053                                 | 0.053                                 | 0.053                                 | 0.053                                 | 0.053                                 | 0.053                                 | 0.053                                 | 0.053                                 | 0.053                                 | 0.053                                 | 0.053                                 |
| Glyoxalase 1                 | Les deux allèles GLO1*1 et GLO1*2 se répartissent presque égalitairement en termes de fréquence, au moins parmi la population européenne. | GLO1*1                                | GLO1*1                                | GLO1*1                                | GLO1*1                                | GLO1*1                                | GLO1*1                                | GLO1*1                                | GLO1*1                                | GLO1*1                                | GLO1*1                                | GLO1*1                                | GLO1*1                                | GLO1*1                                | GLO1*1                                | GLO1*1                                | GLO1*1                                | GLO1*1                                | GLO1*1                                | GLO1*1                                | GLO1*1                                | GLO1*1                                | GLO1*1                                | GLO1*1                                | GLO1*1                                | GLO1*1                                | GLO1*1                                | GLO1*1                                | GLO1*1                                | GLO1*1                                | GLO1*1                                | GLO1*2                                | GLO1*2                                | GLO1*2                                | GLO1*2                                | GLO1*2                                | GLO1*2                                | GLO1*2                                | GLO1*2                                | GLO1*2                                | GLO1*2                                | GLO1*2                                | GLO1*2                                | GLO1*2                                | GLO1*2                                | GLO1*2                                | GLO1*2                                | GLO1*2                                | GLO1*2                                | GLO1*2                                | GLO1*2                                | GLO1*2                                | GLO1*2                                | GLO1*2                                | GLO1*2                                | GLO1*2                                | GLO1*2                                | GLO1*2                                | GLO1*2                                | GLO1*2                                | GLO1*2                                |
| Glyoxalase 1                 | Les deux allèles GLO1*1 et GLO1*2 se répartissent presque égalitairement en termes de fréquence, au moins parmi la population européenne. | 0.327                                 | 0.327                                 | 0.327                                 | 0.327                                 | 0.327                                 | 0.327                                 | 0.327                                 | 0.327                                 | 0.327                                 | 0.327                                 | 0.327                                 | 0.327                                 | 0.327                                 | 0.327                                 | 0.327                                 | 0.327                                 | 0.327                                 | 0.327                                 | 0.327                                 | 0.327                                 | 0.327                                 | 0.327                                 | 0.327                                 | 0.327                                 | 0.327                                 | 0.327                                 | 0.327                                 | 0.327                                 | 0.327                                 | 0.327                                 | 0.673                                 | 0.673                                 | 0.673                                 | 0.673                                 | 0.673                                 | 0.673                                 | 0.673                                 | 0.673                                 | 0.673                                 | 0.673                                 | 0.673                                 | 0.673                                 | 0.673                                 | 0.673                                 | 0.673                                 | 0.673                                 | 0.673                                 | 0.673                                 | 0.673                                 | 0.673                                 | 0.673                                 | 0.673                                 | 0.673                                 | 0.673                                 | 0.673                                 | 0.673                                 | 0.673                                 | 0.673                                 | 0.673                                 | 0.673                                 |
| Transferrine                 | Les deux allèles les plus répandus, TF*C1 et TF*C2, sont présents dans toutes les populations. Chez les Européens et les Euro-Américains, TF*C1 se retrouve avec une fréquence de 75 à 78 %. TF*C2 a une fréquence de 13 à 19 % dans les populations européennes et de 15 à 34 % dans les populations asiatiques. TF*C3 est trouvé dans les groupes caucasoïdes avec une fréquence de 4 à 7 %, dans les populations indiennes de 1 à 4 %, avec quelques cas isolés en Asie de l'Est, dans certaines populations du bassin du Pacifique et chez les Afro-Américains. Il est complètement absent dans d'autres populations. Selon plusieurs auteurs, l'allèle C3 a une origine européenne. TF*DChi est un marqueur des populations mongoloïdes et il est largement répandu en Asie de l'Est. | TF*B                                  | TF*B                                  | TF*B                                  | TF*B                                  | TF*B                                  | TF*B                                  | TF*B                                  | TF*B                                  | TF*B                                  | TF*B                                  | TF*B                                  | TF*B                                  | TF*C1                                 | TF*C1                                 | TF*C1                                 | TF*C1                                 | TF*C1                                 | TF*C1                                 | TF*C1                                 | TF*C1                                 | TF*C1                                 | TF*C1                                 | TF*C1                                 | TF*C1                                 | TF*C2                                 | TF*C2                                 | TF*C2                                 | TF*C2                                 | TF*C2                                 | TF*C2                                 | TF*C2                                 | TF*C2                                 | TF*C2                                 | TF*C2                                 | TF*C2                                 | TF*C2                                 | TF*C3                                 | TF*C3                                 | TF*C3                                 | TF*C3                                 | TF*C3                                 | TF*C3                                 | TF*C3                                 | TF*C3                                 | TF*C3                                 | TF*C3                                 | TF*C3                                 | TF*C3                                 | TF*DChi                               | TF*DChi                               | TF*DChi                               | TF*DChi                               | TF*DChi                               | TF*DChi                               | TF*DChi                               | TF*DChi                               | TF*DChi                               | TF*DChi                               | TF*DChi                               | TF*DChi                               |
| Transferrine                 | Les deux allèles les plus répandus, TF*C1 et TF*C2, sont présents dans toutes les populations. Chez les Européens et les Euro-Américains, TF*C1 se retrouve avec une fréquence de 75 à 78 %. TF*C2 a une fréquence de 13 à 19 % dans les populations européennes et de 15 à 34 % dans les populations asiatiques. TF*C3 est trouvé dans les groupes caucasoïdes avec une fréquence de 4 à 7 %, dans les populations indiennes de 1 à 4 %, avec quelques cas isolés en Asie de l'Est, dans certaines populations du bassin du Pacifique et chez les Afro-Américains. Il est complètement absent dans d'autres populations. Selon plusieurs auteurs, l'allèle C3 a une origine européenne. TF*DChi est un marqueur des populations mongoloïdes et il est largement répandu en Asie de l'Est. | 0.018                                 | 0.018                                 | 0.018                                 | 0.018                                 | 0.018                                 | 0.018                                 | 0.018                                 | 0.018                                 | 0.018                                 | 0.018                                 | 0.018                                 | 0.018                                 | 0.827                                 | 0.827                                 | 0.827                                 | 0.827                                 | 0.827                                 | 0.827                                 | 0.827                                 | 0.827                                 | 0.827                                 | 0.827                                 | 0.827                                 | 0.827                                 | 0.112                                 | 0.112                                 | 0.112                                 | 0.112                                 | 0.112                                 | 0.112                                 | 0.112                                 | 0.112                                 | 0.112                                 | 0.112                                 | 0.112                                 | 0.112                                 | 0.037                                 | 0.037                                 | 0.037                                 | 0.037                                 | 0.037                                 | 0.037                                 | 0.037                                 | 0.037                                 | 0.037                                 | 0.037                                 | 0.037                                 | 0.037                                 | 0.005                                 | 0.005                                 | 0.005                                 | 0.005                                 | 0.005                                 | 0.005                                 | 0.005                                 | 0.005                                 | 0.005                                 | 0.005                                 | 0.005                                 | 0.005                                 |
| Composante de groupe         | Dans les populations européennes, le rapport des fréquences des allèles GC*1F:GC*1S varie de 2:10 à 3:10. En revanche, parmi les populations mongoloïdes, contrairement aux populations européennes, la fréquence de l'allèle GC*1F est prédominante. Une densité encore plus élevée de ce gène est caractéristique des populations congoïdes. La fréquence de l'allèle GC*2 est d'environ 28 % parmi les populations caucasoïdes, d'environ 23 % parmi les populations mongoloïdes, d'environ 8 % parmi les populations congoïdes, et d'environ 12 % parmi les populations aborigènes d'Australie. | GC*1F                                 | GC*1F                                 | GC*1F                                 | GC*1F                                 | GC*1F                                 | GC*1F                                 | GC*1F                                 | GC*1F                                 | GC*1F                                 | GC*1F                                 | GC*1F                                 | GC*1F                                 | GC*1F                                 | GC*1F                                 | GC*1F                                 | GC*1F                                 | GC*1F                                 | GC*1F                                 | GC*1F                                 | GC*1F                                 | GC*1S                                 | GC*1S                                 | GC*1S                                 | GC*1S                                 | GC*1S                                 | GC*1S                                 | GC*1S                                 | GC*1S                                 | GC*1S                                 | GC*1S                                 | GC*1S                                 | GC*1S                                 | GC*1S                                 | GC*1S                                 | GC*1S                                 | GC*1S                                 | GC*1S                                 | GC*1S                                 | GC*1S                                 | GC*1S                                 | GC*2                                  | GC*2                                  | GC*2                                  | GC*2                                  | GC*2                                  | GC*2                                  | GC*2                                  | GC*2                                  | GC*2                                  | GC*2                                  | GC*2                                  | GC*2                                  | GC*2                                  | GC*2                                  | GC*2                                  | GC*2                                  | GC*2                                  | GC*2                                  | GC*2                                  | GC*2                                  |
| Composante de groupe         | Dans les populations européennes, le rapport des fréquences des allèles GC*1F:GC*1S varie de 2:10 à 3:10. En revanche, parmi les populations mongoloïdes, contrairement aux populations européennes, la fréquence de l'allèle GC*1F est prédominante. Une densité encore plus élevée de ce gène est caractéristique des populations congoïdes. La fréquence de l'allèle GC*2 est d'environ 28 % parmi les populations caucasoïdes, d'environ 23 % parmi les populations mongoloïdes, d'environ 8 % parmi les populations congoïdes, et d'environ 12 % parmi les populations aborigènes d'Australie. | 0.119                                 | 0.119                                 | 0.119                                 | 0.119                                 | 0.119                                 | 0.119                                 | 0.119                                 | 0.119                                 | 0.119                                 | 0.119                                 | 0.119                                 | 0.119                                 | 0.119                                 | 0.119                                 | 0.119                                 | 0.119                                 | 0.119                                 | 0.119                                 | 0.119                                 | 0.119                                 | 0.615                                 | 0.615                                 | 0.615                                 | 0.615                                 | 0.615                                 | 0.615                                 | 0.615                                 | 0.615                                 | 0.615                                 | 0.615                                 | 0.615                                 | 0.615                                 | 0.615                                 | 0.615                                 | 0.615                                 | 0.615                                 | 0.615                                 | 0.615                                 | 0.615                                 | 0.615                                 | 0.262                                 | 0.262                                 | 0.262                                 | 0.262                                 | 0.262                                 | 0.262                                 | 0.262                                 | 0.262                                 | 0.262                                 | 0.262                                 | 0.262                                 | 0.262                                 | 0.262                                 | 0.262                                 | 0.262                                 | 0.262                                 | 0.262                                 | 0.262                                 | 0.262                                 | 0.262                                 |
| Phosphoglucomutase           | On a observé une variabilité géographique directionnelle des fréquences de la phosphoglucomutase en fonction des caractéristiques climatiques. | PGM1*1+                               | PGM1*1+                               | PGM1*1+                               | PGM1*1+                               | PGM1*1+                               | PGM1*1+                               | PGM1*1+                               | PGM1*1+                               | PGM1*1+                               | PGM1*1+                               | PGM1*1+                               | PGM1*1+                               | PGM1*1+                               | PGM1*1+                               | PGM1*1+                               | PGM1*1-                               | PGM1*1-                               | PGM1*1-                               | PGM1*1-                               | PGM1*1-                               | PGM1*1-                               | PGM1*1-                               | PGM1*1-                               | PGM1*1-                               | PGM1*1-                               | PGM1*1-                               | PGM1*1-                               | PGM1*1-                               | PGM1*1-                               | PGM1*1-                               | PGM1*2+                               | PGM1*2+                               | PGM1*2+                               | PGM1*2+                               | PGM1*2+                               | PGM1*2+                               | PGM1*2+                               | PGM1*2+                               | PGM1*2+                               | PGM1*2+                               | PGM1*2+                               | PGM1*2+                               | PGM1*2+                               | PGM1*2+                               | PGM1*2+                               | PGM1*2-                               | PGM1*2-                               | PGM1*2-                               | PGM1*2-                               | PGM1*2-                               | PGM1*2-                               | PGM1*2-                               | PGM1*2-                               | PGM1*2-                               | PGM1*2-                               | PGM1*2-                               | PGM1*2-                               | PGM1*2-                               | PGM1*2-                               | PGM1*2-                               |
| Phosphoglucomutase           | On a observé une variabilité géographique directionnelle des fréquences de la phosphoglucomutase en fonction des caractéristiques climatiques. | 0.591                                 | 0.591                                 | 0.591                                 | 0.591                                 | 0.591                                 | 0.591                                 | 0.591                                 | 0.591                                 | 0.591                                 | 0.591                                 | 0.591                                 | 0.591                                 | 0.591                                 | 0.591                                 | 0.591                                 | 0.241                                 | 0.241                                 | 0.241                                 | 0.241                                 | 0.241                                 | 0.241                                 | 0.241                                 | 0.241                                 | 0.241                                 | 0.241                                 | 0.241                                 | 0.241                                 | 0.241                                 | 0.241                                 | 0.241                                 | 0.090                                 | 0.090                                 | 0.090                                 | 0.090                                 | 0.090                                 | 0.090                                 | 0.090                                 | 0.090                                 | 0.090                                 | 0.090                                 | 0.090                                 | 0.090                                 | 0.090                                 | 0.090                                 | 0.090                                 | 0.079                                 | 0.079                                 | 0.079                                 | 0.079                                 | 0.079                                 | 0.079                                 | 0.079                                 | 0.079                                 | 0.079                                 | 0.079                                 | 0.079                                 | 0.079                                 | 0.079                                 | 0.079                                 | 0.079                                 |
| Estérase D                   | Les valeurs les plus élevées de l'allèle EstD*1 sont observées dans les groupes congoïdes (0,89 à 0,95). Les Européens présentent une concentration légèrement inférieure du gène EstD*1 (0,85 à 0,89). Ainsi, en termes de diminution de la fréquence du gène EstD*1, les populations mondiales se classent dans l'ordre suivant : congoïdes, caucasoïdes, groupes indiens, mongoloïdes. Les fréquences les plus élevées de l'allèle EstD*2 sont observées chez les mongoloïdes (jusqu'à 0,408 chez les Tibétains). Les autres allèles sont extrêmement rares. | EstD*1                                | EstD*1                                | EstD*1                                | EstD*1                                | EstD*1                                | EstD*1                                | EstD*1                                | EstD*1                                | EstD*1                                | EstD*1                                | EstD*1                                | EstD*1                                | EstD*1                                | EstD*1                                | EstD*1                                | EstD*2                                | EstD*2                                | EstD*2                                | EstD*2                                | EstD*2                                | EstD*2                                | EstD*2                                | EstD*2                                | EstD*2                                | EstD*2                                | EstD*2                                | EstD*2                                | EstD*2                                | EstD*2                                | EstD*2                                | EstD*5                                | EstD*5                                | EstD*5                                | EstD*5                                | EstD*5                                | EstD*5                                | EstD*5                                | EstD*5                                | EstD*5                                | EstD*5                                | EstD*5                                | EstD*5                                | EstD*5                                | EstD*5                                | EstD*5                                | EstD*7                                | EstD*7                                | EstD*7                                | EstD*7                                | EstD*7                                | EstD*7                                | EstD*7                                | EstD*7                                | EstD*7                                | EstD*7                                | EstD*7                                | EstD*7                                | EstD*7                                | EstD*7                                | EstD*7                                |
| Estérase D                   | Les valeurs les plus élevées de l'allèle EstD*1 sont observées dans les groupes congoïdes (0,89 à 0,95). Les Européens présentent une concentration légèrement inférieure du gène EstD*1 (0,85 à 0,89). Ainsi, en termes de diminution de la fréquence du gène EstD*1, les populations mondiales se classent dans l'ordre suivant : congoïdes, caucasoïdes, groupes indiens, mongoloïdes. Les fréquences les plus élevées de l'allèle EstD*2 sont observées chez les mongoloïdes (jusqu'à 0,408 chez les Tibétains). Les autres allèles sont extrêmement rares. | 0.885                                 | 0.885                                 | 0.885                                 | 0.885                                 | 0.885                                 | 0.885                                 | 0.885                                 | 0.885                                 | 0.885                                 | 0.885                                 | 0.885                                 | 0.885                                 | 0.885                                 | 0.885                                 | 0.885                                 | 0.112                                 | 0.112                                 | 0.112                                 | 0.112                                 | 0.112                                 | 0.112                                 | 0.112                                 | 0.112                                 | 0.112                                 | 0.112                                 | 0.112                                 | 0.112                                 | 0.112                                 | 0.112                                 | 0.112                                 | 0.002                                 | 0.002                                 | 0.002                                 | 0.002                                 | 0.002                                 | 0.002                                 | 0.002                                 | 0.002                                 | 0.002                                 | 0.002                                 | 0.002                                 | 0.002                                 | 0.002                                 | 0.002                                 | 0.002                                 | 0.001                                 | 0.001                                 | 0.001                                 | 0.001                                 | 0.001                                 | 0.001                                 | 0.001                                 | 0.001                                 | 0.001                                 | 0.001                                 | 0.001                                 | 0.001                                 | 0.001                                 | 0.001                                 | 0.001                                 |